# Adolf Rapp (Philologe)

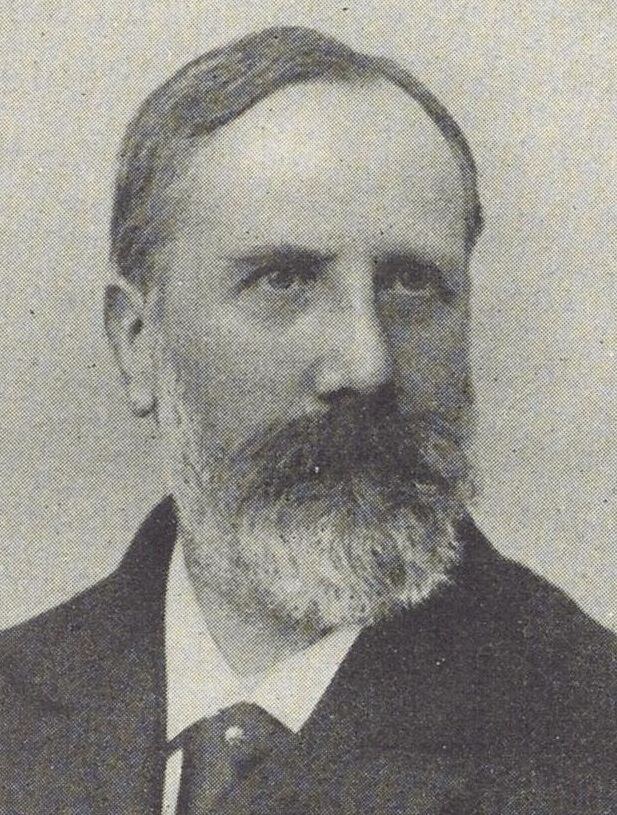
Adolf von Rapp

Adolf von Rapp (geboren am 30. Oktober 1841 in Enslingen; gestorben am 15. Januar 1905 in Stuttgart) war ein deutscher Gymnasiallehrer, Philologe und Direktor der Ministerialabteilung für die höheren Schulen in Stuttgart.

## Leben
Adolf Rapp war der Sohn von Ernst Friedrich Rapp (1806–1879), der seit seiner Zeit als Tübinger Stiftler mit David Friedrich Strauß und Friedrich Theodor Vischer befreundet, auch mit Eduard Mörike bekannt war und in späteren Jahren der wichtigste und engste Brieffreund von Strauß wurde. Ab 1835 war er Pfarrer in Enslingen, wurde 1853 nach Untermünkheim, 1860 schließlich nach Schömberg im Oberamt Freudenstadt versetzt.
In Enslingen und Untermünkheim wuchs Adolf Rapp von seinem Vater unterwiesen auf und besuchte das Lyzeum in Öhringen sowie das Gymnasium in Stuttgart, bevor er ein Studium der evangelischen Theologie an der Universität Tübingen aufnahm, dann aber zur Klassischen Philologie wechselte. Während seines Studiums wurde er 1859 Mitglied der burschenschaftlichen Tübinger Königsgesellschaft Roigel. Am 12. August 1863 wurde er mit der preisgekrönten Schrift Die Religion und Sitte der Perser und übrigen Iranier nach den griechischen und römischen Quellen zum Dr. phil. promoviert. Rapp ging in den Kirchendienst. Er schloss Freundschaft mit Johann Rudolf Rahn. Rapp legte 1869 die philologische Professoratsprüfung ab.
Am Realgymnasium Stuttgart wurde Adolf Rapp im Jahr 1872 zum Gymnasialprofessor ernannt, 1881 als Professor an das Karls-Gymnasium Stuttgart versetzt. 1887 wurde er Studienrat und wechselte in die Schulverwaltung. Im Jahr 1898 wurde er zum Direktor der „Königlichen Ministerialabteilung für die höheren Schulen“ in Stuttgart berufen – eine Position, die er bis zu seinem Tod innehatte; nach seinem Tod wurde Leonhard Ableiter sein Nachfolger als Direktor. Rapp war Mitglied der Reichsschulkommission und Mitglied sowie Mitarbeiter im Gymnasiallehrerverein.
Nach seiner 1865–1866 in der Zeitschrift der Deutschen Morgenländischen Gesellschaft veröffentlichten Dissertation trat Adolf Rapp wissenschaftlich vor allem mit einem Aufsatz über das Mänadentum der griechischen Antike hervor. Die Arbeit erschien 1872 – im gleichen Jahr, in dem Friedrich Nietzsches Erstling Die Geburt der Tragödie aus dem Geiste der Musik veröffentlicht wurde. Mit beiden Arbeiten beginnt für Albert Henrichs die Geschichte des modernen Dionysosmythos. Während Nietzsche dem Mänadentum im Kultus „seines“ Dionysos keinerlei Bedeutung mehr beimaß, war Rapp der erste, der wissenschaftlicherseits das Mänadentum auf eine kultische Institution reduzierte: „Ist es denkbar, dass einen athenischen Bürger eines Tages seine Ehehälfte mit dem Entschluss überrascht hätte, den Zug nach Delphi zu machen...?“ Die Teilnahme an derartigen Zügen hielt Rapp nur im Rahmen ausgewählter Gesandtschaften für möglich, spontane mänadische Umzüge mit ihren erotischen Komponenten waren ihm undenkbar.
Aufgrund seiner Expertise verfasste Adolf Rapp auch den Artikel Mänaden für Wilhelm Heinrich Roscher Ausführliches Lexikon der griechischen und römischen Mythologie, für das er zahlreiche weitere, grundlegende Artikel beitrug, etwa zu Eos, Erinys, Graiai, Helios, Hephaistos, Horen, Kybele und Rhea.

## Ehrungen
- 1889: Jubiläums-Medaille
- 1890: Friedrichs-Orden, Ritterkreuz I. Klasse
- 1896: Orden der Württembergischen Krone
- 1901: Orden der Württembergischen Krone, Ehrenkreuz
- 1903: Preußischer Kronenorden 2. Klasse

## Publikationen (Auswahl)
- Die Religion und Sitte der Perser und übrigen Iranier nach den griechischen und römischen Quellen. In: Zeitschrift der Deutschen Morgenländischen Gesellschaft. Band 19, 1865, S. 1–89; Band 20, 1866, S. 49–140 (Teil 1, Teil 2).
- Die Mänade im griechischen Cultus, in der Kunst und Poesie. In: Rheinisches Museum für Philologie. Band 27, 1872, S. 1–22 und 562–611 (Google Books).
- Die Beziehungen des Dionysoskults zu Thrakien und Kleinasien. Gymnasiums-Programm. Stuttgart 1882 (Digitalisat).
- Mainaden. In: Wilhelm Heinrich Roscher (Hrsg.): Ausführliches Lexikon der griechischen und römischen Mythologie. Band 2,2, Leipzig 1897, Sp. 2243–2283 (Digitalisat).